# Hydora angusticollis
Hydora angusticollis là một loài bọ cánh cứng trong họ Elmidae. Loài này được Pascoe miêu tả khoa học năm 1877.